# Glacier de la Romanche
Le glacier de la Romanche est un ancien glacier des Alpes qui a existé durant différentes glaciations.

## Géographie
Il nait dans le massif des Écrins, au pied de la Grande Ruine, de la Roche Faurio et du pic de Neige Cordier, à l'emplacement de l'actuel glacier de la Plate des Agneaux. Il se dirige vers le nord et, grossi par les apports en glace des glaciers du Clot des Cavales, d'Arsine et de l'Homme, il débouche sur le col du Lautaret où il forme deux diffluences, l'une basculant sur le bassin versant de la Durance, l'autre suivant la pente de la vallée de l'Oisans. Poursuivant sa course vers l'ouest, il est grossi par différents glaciers latéraux et, arrivé dans le sillon alpin, se retrouve confronté au glacier de l'Isère arrivant du Grésivaudan au nord. Au moment des maximums glaciaires, la masse de glace des deux glaciers réunis est telle qu'une partie forme plusieurs diffluences qui se dirigent vers le sud en empruntant les vallées du Drac et de la Gresse et débordant sur la Matheysine. Ces langues de glace forment des barrages naturels pour les différents cours d'eau venant du sud qui alimentent alors plusieurs lacs périglaciaires dont celui du Trièves.
Lorsque le glacier fond à la fin de la glaciation de Würm, la vallée libre de glace est parcourue par la Romanche qui prend sa source juste en aval du glacier de la Plate des Agneaux, descend l'Oisans en passant notamment par Bourg-d'Oisans puis se jette dans le Drac en aval de Vizille. La décompression glaciaire qui résulte de la disparition du glacier serait à l'origine des ruines de Séchilienne, un écroulement dans la basse vallée de l'Oisans.